# NGC 1097A
NGC 1097A је елиптична галаксија у сазвежђу Пећ која се налази на NGC листи објеката дубоког неба.
Деклинација објекта је - 30° 13' 43" а ректасцензија 2h 46m 9,9s. Привидна величина (магнитуда) објекта NGC 1097 износи 13,1 а фотографска магнитуда 14,1. NGC 1097A је још познат и под ознакама ESO 416-19, MCG -5-7-22, PGC 10479.